# Rula
Die Rula, genauer die Öl-Rula, war ein Volumenmaß in Marokko für Öl.
- 1 Rula = 15,155 Liter

Wenn Öl nach dem Gewicht verkauft wurde, war die Rula 22 Pfund (marok.)